# Marc Hannibal

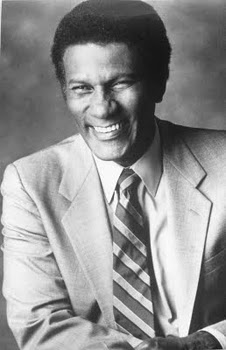
Marc Hannibal

Marc Hannibal (eigentlich Frank Charles Hannibal jr.; * 21. März 1931 in St. Louis, Missouri; † 23. Juli 2011 in Salem, Oregon) war ein US-amerikanischer Basketballspieler, Schauspieler und Sänger.

## Leben
Hannibal studierte an der Benson Polytechnic High School in Portland. Nach seinem Wehrdienst verpflichteten die Harlem Globetrotters den bereits während Studienzeiten Basketball spielenden farbigen Hannibal für zwei Jahre; anschließend war er für ein weiteres Jahr bei den Harlem Magicians. In den 1960er Jahren trat er mehr und mehr in Fernsehshows und Serien als Gaststar in auch wiederkehrenden Rollen als Schauspieler auf; Mitte des folgenden Jahrzehntes führte ihn die Karriere auch nach Italien, wo er seine einzige Hauptrolle im Trashfilm Superuomini, superdonne, superbotte spielte.
Daneben war Hannibal immer wieder als Sänger zu hören; er nahm zwei Alben auf, deren selbstbetiteltes erstes 1969 erschien. Night Times wurde Mitte der 1970er Jahre veröffentlicht, als er auch (1976) eine Las Vegas-Variety-Show produzierte, in der er selbst auftrat.

## Filmografie (Auswahl)
- 1975: Superuomini, superdonne, superbotte